# Syväjärvi (sjö i Finland, Lappland, lat 68,07, long 24,83)
Syväjärvi är en sjö i Finland. Den ligger i kommunen Kittilä i landskapet Lappland, i den norra delen av landet, 900 km norr om huvudstaden Helsingfors. Syväjärvi ligger 237,1 meter över havet. Den ligger vid sjön Lompolojärvi. Arean är 15,8 hektar och strandlinjen är 1,76 kilometer lång. Sjön  ingår i Kemi älvs huvudavrinningsområde. 